# Réserve naturelle provinciale Lion's Head

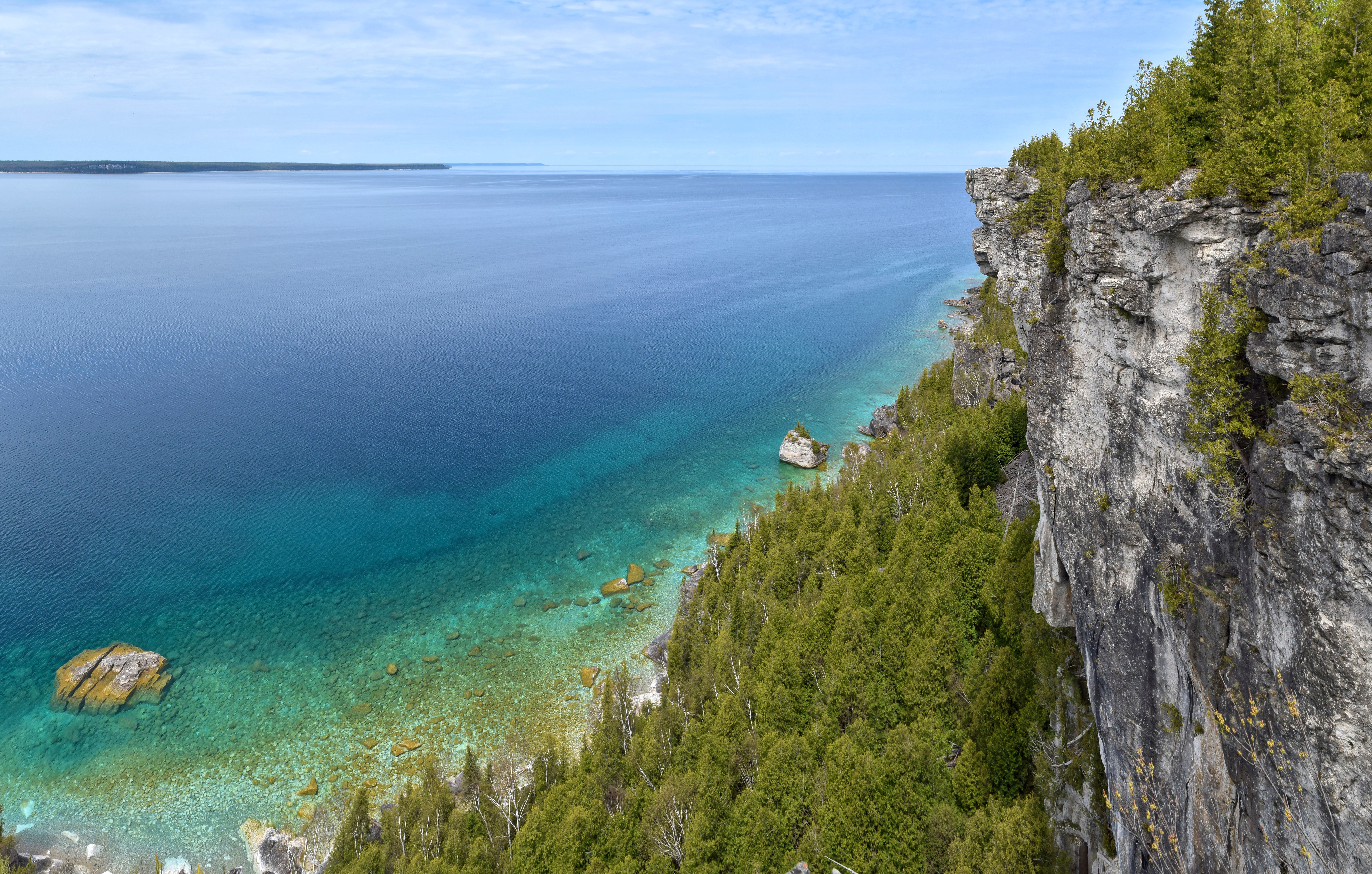
La baie Georgienne, vue depuis la réserve. Mai 2023.

La réserve naturelle provinciale Lion's Head (anglais : Lion's Head Provincial Nature Reserve) est une réserve naturelle de l'Ontario situé dans le comté de Bruce. Elle est située dans la réserve de biosphère de l'Escarpement du Niagara.